# 한솔로지스틱스
한솔로지스틱스 주식회사(영어: Hansol Logistics Co., Ltd.) 는, 대한민국의 화물운송 중개, 대리 및 관련서비스업을 영위하는 한솔그룹의 물류 전문 자회사이다. 한솔로지스틱스(주)의 설립일과 그 명칭은 1994년 6월에 한솔유통(주)라는 사명으로 설립되었다. 1996년 10월엔 유가증권시장 상장사인 영우통상을 인수하였다. 1997년 2월 사명을 한솔CSN으로 변경하였다. 1998년 9월엔 대한민국 철도청으로부터 철탑산업훈장을 수상했다. 2000년 1월 군산항컨테이너부두 운영을 개시하였고, 2006년 5월 ISO9001과 ISO14001 인증을 한국표준협회로부터 받았다. 2007년 4월엔, 부산 신항 합작법인 FCL 출범과 군산항 물동량증대 협약을 체결하였고 2007년 7월에는 중국법인을 상해와 천진에 설립하였다. 2007년 9월과 2008년 9월엔 미주법인 설립과 인도법인을 각각 설립했다. 2011년 12월엔 관세청으로부터 AEO 인증을 받았고 2012년 1월 본사를 서울특별시 중구 을지로 100으로 이전하였으며 2012년 8월 말레이시아에 법인을 설립하였다. 2013년 5월 신탄진 CY를 오픈했고 2014년 5월 사명을 한솔CSN에서 현재의 사명인 한솔로지스틱스(주)로 변경하였다. 2015년 7월엔 멕시코에 법인을 설립하였다. 한솔로지스틱스(주)의 현재 대표이사는 고정한 대표이사 사장이다.

## 연혁

### 1990년대
- 1994년 6월 한솔유통(주) 설립
- 1996년 10월 영우통상 인수
- 1997년 2월 사명변경 - 한솔CSN
- 1997년 6월 Cyber Shopping사업(CS클럽) 진출
- 1998년 9월 철탑산업훈장(대한민국 철도청)
- 1999년 6월 제1회 대한민국 우수쇼핑몰 대상(산업자원부)

### 2000년대
- 2000년 1월 군산항컨테이너부두 운영개시
- 2000년 2월 제1회 우수정보통신기업 디지털대상(정보통신부장관상)
- 2000년 6월 한국 e-Business 대상(산업자원부)
- 2001년 2월 "2001 디지털 상거래 대상" 종합대상(산업자원부, 중소기업청)
- 2001년 11월 한국 e-Business 대상
- 2003년 7월 인천트럭터미널 사업양도
- 2004년 4월 New Vision 선포
- 2004년 7월 인터넷쇼핑몰 (CS클럽) 사업 양도[1]
- 2004년 10월 CH.Robinson 파트너 제휴
- 2005년 4월 한국로지스틱스학회 대상[2]
- 2006년 5월 ISO9001, 14001 인증(한국표준협회)
- 2007년 4월 부산 신항 합작법인 FCL 출범
- 2007년 4월 군산항 물동량증대 협약 체결
- 2007년 7월 중국법인(상해, 천진) 설립
- 2007년 9월 미주법인 설립
- 2008년 6월 한국무역협회 3자물류 컨설팅 지원사업 선정(이브자리)
- 2008년 9월 인도법인 설립
- 2008년 10월 Neuron System 오픈
- 2008년 12월 우수화물운수업체 인증(국토부)

### 2010년대
- 2010년 6월 한국무역협회 3자물류 컨설팅 지원사업 선정(삼성메디슨)
- 2010년 11월 제18회 한국물류대상 국무총리상
- 2011년 6월 한국무역협회 3자물류 컨설팅 지원사업 선정(삼성정밀화학 등)
- 2011년 12월 AEO 인증(관세청)
- 2012년 1월 본사이전 (중구 을지로100)
- 2012년 6월 한국무역협회 3자물류 컨설팅 지원사업 선정(신원)
- 2012년 8월 말레이시아법인 설립
- 2012년 12월 종합물류기업인증(한국교통연구원)
- 2012년 12월 콜드체인 물류서비스 오픈
- 2013년 1월 한국철도공사 물류 고객사 우수상
- 2013년 5월 신탄진 CY 오픈
- 2013년 7월 민병규 총괄사장 취임
- 2013년 7월 중국 CML 社 MOU체결
- 2013년 10월 베트남법인 설립
- 2013년 10월 제2차 글로벌 물류기업 육성대상기업 선정(국교부, 해수부)[3]
- 2014년 5월 중국법인(광저우) 설립
- 2014년 5월 사명변경 - 한솔로지스틱스
- 2014년 6월 한국무역협회 3자물류 컨설팅 지원사업 선정(삼성토탈 외 3개사)
- 2014년 10월 우수 국제물류주선업체인증(국교부)
- 2014년 10월 B2B Hub 터미널 오픈
- 2015년 1월 한솔그룹 한솔홀딩스 출범
- 2015년 2월 평택항 화물유치 유공기업 선정 감사패 수여
- 2015년 4월 다이렉트넷 홈페이지 오픈(www.8200.co.kr)
- 2015년 7월 멕시코법인 설립
- 2015년 7월 AEO인증 갱신 (2015.01.15~2020.01.14)
- 2015년 9월 『제13회(2015) 머니투데이 IR 대상』스몰캡 부분 시상
- 2016년 1월 미주법인 설립 (Hansol Logistics USA)
- 2016년 7월 베트남 법인 지분인수(49% → 100%) 종속기업 편입
- 2024년 12월 (주)로지스마일 (피합병법인)과 한솔로지스유(주) (합병법인)의 합병

## 해외법인 현황
- 말레이시아 Hansol Logistics Malaysia Sdn. Bhd
- 베트남 Hansol Logistics Vina Co.,Ltd
- 멕시코 Hansol Logistics Mexico S.A De C.V
- 미국 Hansol Logistics USA

## 관계 회사
- 한솔그룹
  - 한솔홀딩스

## 같이 보기
- 한솔그룹
- 한솔홀딩스
- 물류
- 한국무역협회